# St. Mary’s Church (Twickenham)

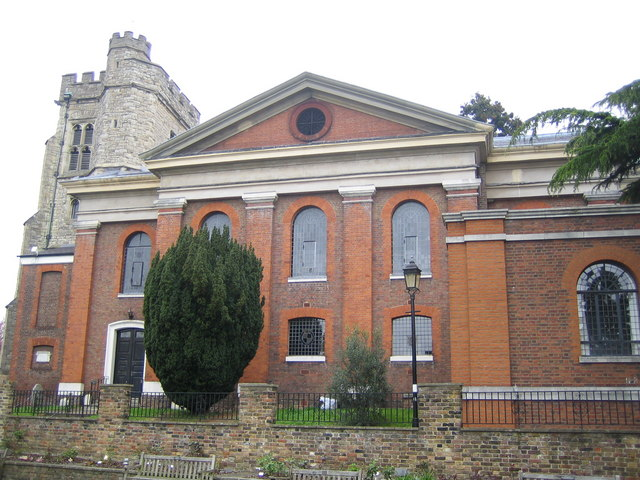
St. Mary's Church (Südansicht)

Die zur (anglikanischen) Church of England gehörende St. Mary's Church in Twickenham, Middlesex, einem suburbanen Stadtviertel im südwestlichen London Borough of Richmond upon Thames, ist im Kirchenschiff ein barocker Kirchenbau des frühen 18. Jahrhunderts, der neben dem erhaltenen älteren gotischen Kirchturm des Vorgängerbaus aus Kalkstein aus Kent steht.

## Baugeschichte
Obwohl vermutet wird, dass an dieser Stelle bereits Mitte des 12. Jahrhunderts eine einfache Kirche gestanden haben wird, findet Twickenham erstmals mit dem Vikar Alan von Twickenham in den accounts des Grafen Richards von Cornwall um 1296/1297 urkundliche Erwähnung. Die Kirche selbst wird erstmals am 12. November 1332 urkundlich erwähnt. Sie unterstand der Abtei von Saint-Valery-sur-Somme und wurde 1337 wie alle französischen
Priorate in England durch König Edward III. enteignet. Der erhaltene mittelalterliche Kirchturm wird auf das 14. Jahrhundert datiert. Das dazugehörige vormalige Kirchenschiff stürzte nach unterlassenen Instandhaltungen am 9. April 1713 aufgrund seiner Baufälligkeit ein. Zu dieser Zeit befand sich Twickenham bereits in der Phase seiner Gentrifizierung. Innerhalb eines Jahres kam es zu einem mit philanthropischen Spenden aus dem Kreis der Gemeindemitglieder finanzierter Wiederaufbau als Neubau nach einem neuen früh georgianischem Konzept des Mitglieds des Kirchenvorstands und Hofmalers Sir Godfrey Kneller of Whitton auf Grundlage der Pläne des ausgewiesenen Architekten John James. Die Nordfassade zur Themse und die Südfassade des Schiffes zum Dorf wurden zu Hauptfassaden, die in Backstein ausgeführt und mit dorischen Stilelementen aufgewertet, den Neubau bestehend  aus Kirchenschiff und Chor in einen bemerkenswerten Kontrast zur verbliebenen mittelalterlichen Bausubstanz des Turms stellten.

## Ausstattung
- Ältestes Erinnerungsmal der Kirche ist eine Steinplatte für Richard Burton († 1443), den Koch von König Heinrich VI.
- Grinling Gibbons: Memorial für die Familie Ashe

### Orgel
Die Orgel wurde 1996 von der Orgelbaufirma Harrison erbaut. Das Instrument wurde in einem Orgelgehäuse aus dem Jahre 1966 errichtet, das in Anlehnung an ein Orgelgehäuse aus dem 18. Jahrhundert in der Sculthorpe Parish Church (Norfolk) gestaltet wurde. Die Orgel hat 20 Register auf zwei Manualen und Pedal. Die Spieltrakturen sind mechanisch (tracker actions), die Registertrakturen sind elektrisch.
| Pedal Organ C–f1 |            |     |
| 1.               | Bourdon    | 16′ |
| 2.               | Open Flute | 8′  |
| 3.               | Fifteenth  | 4′  |
| 4.               | Trombone   | 16′ |

| I Great Organ C–g3 |                  |       |
| 5.                 | Open Diapason    | 8′    |
| 6.                 | Stopped Diapason | 8′    |
| 7.                 | Principal        | 4′    |
| 8.                 | Chimney Flute    | 4′    |
| 9.                 | Fifteenth        | 2′    |
| 10.                | Sesquialtera II  | 2 ⁄3′ |
| 11.                | Mixture IV       |       |
| 12.                | Trumpet          | 8′    |
|                    | Tremulant        |       |

| II Swell Organ C–g3 |              |    |
| 13.                 | Gedackt      | 8′ |
| 14.                 | Salicional   | 8′ |
| 15.                 | Voix Céleste | 8′ |
| 16.                 | Gemshorn     | 4′ |
| 17.                 | Flageolet    | 2′ |
| 18.                 | Larigot      | 1′ |
| 19.                 | Mixture III  |    |
| 20.                 | Hautboy      | 8′ |
|                     | Tremulant    |    |

- Koppeln: II/I, II/II (Suboktavkoppel), I/P, II/P

## Glasmalerei
Die viktorianischen Glasmalereien der Fenster der Kirche wurden 1944 Opfer der deutschen Luftangriffe auf London. Sie wurden erneuert und erinnern an Persönlichkeiten wie den englischen Gouverneur von Virginia Sir William Berkeley († 1677), dessen älterer Bruder Lord Berkeley of Stratton in der Kirche begraben wurde.

## Grabstätten in der Kirche
In der Kirche fanden einige bekannte Persönlichkeiten der Geschichte Englands ihre letzte Ruhestätte.
- Der Admiral John Berkeley of Stratton
- Lady Elgin († 1810, Witwe von Charles Bruce, 5th Earl of Elgin), Gouvernante der später im Kindbett verstorbenen Kronprinzessin Charlotte Augusta von Wales.
- Godfrey Kneller, sein Wappen im westlichsten Fenster der Nordseite markiert auch die Lage seines ansonsten nicht kenntlichen Grabes. Sein selbst entworfenes und nach seinem Tode von John Michael Rysbrack gefertigtes Epitaph gelangte in die Westminster Abbey, weil sein Idealplatz in St. Mary's durch die Gedenktafel für die Eltern von Pope bereits blockiert war.
- Alexander Pope, unter einer Steinplatte, bezeichnet mit dem Buchstaben „P“, neben einer Bronzeplatte, die ihm von Anhängern gewidmet wurde. Auch ein Relief und das Epitaph für seine Eltern erinnern in der Kirche an ihn.

## Kirchhof
- Gruft von General William Tryon (1729–1788), britischer Gouverneur von North Carolina und New York